# Izsóf Vilmos
Izsóf Vilmos (Győr, 1939. május 19. – Budapest, 2015. február 10.) Aase-díjas magyar színész.

## Életpályája
Eleinte a sport iránt érdeklődött, de ezt hamar felülírta a művészetek iránti vonzalma. Harmadikos középiskolásként jelentkezett a győri Ifjúsági Irodalmi Színpadhoz, de már előtte is aratott sikert iskolai versmondóként. Már fiatalon olyan darabokban játszhatott, mint Robert Merle Sziszifusz és a halál, Max Frisch És a holtak újra énekelnek vagy Nóti Károly Csillárja. Énekelt a Kisfaludy Színház férfikarban, ahol felfigyeltek a teljesítményére, és elhívták a társulathoz. 1958-ban lett tagja a győri színháznak mint segédszínész.
1960-ban felvették a Színház- és Filmművészeti Főiskolára. Főiskolai gyakorlatát a Nemzeti Színházban töltötte. 1964-ben diplomázott Béres Ilona és Tordai Teri osztálytársaként Pártos Géza osztályában. A főiskolát követően egy évadot a Pécsi Nemzeti Színháznál töltött – ezalatt három főszerepet és két epizódot is játszhatott –, majd 1965 áprilisában a Nemzeti Színházhoz szerződött. Társulatával együtt 2000-től – a színház névváltoztatásával – a Pesti Magyar Színház művésze lett, s annak haláláig, nyugdíjasként is tagja maradt. 2005-ben az évad legjobb epizodistájának járó Főnix-díjjal ismerték el munkáját.
Színházi szerepei mellett szinkronizált és filmekben is játszott.

## Színpadi szerepei
A Színházi adattárban regisztrált bemutatóinak száma: 147.
- William Shakespeare: III. Richárd....Sir James Tyrrel
- Bertolt Brecht: Antigoné....Haimon
- Wilder: A mi kis városunk....Joe Stoddard
- Huszka Jenő: Bob herceg....Tom apó
- Bertolt Brecht: A szecsuáni jó ember....Szőnyegkereskedő
- Joseph Kesselring: Arzén és levendula....Mr. Witherspoon
- Georges Feydeau: Osztrigás Mici....Utcaseprő
- Tamási Áron: Ábel....Kerekes
- Szabó Magda–Bereményi Géza: Az ajtó....Unokaöcs
- Rejtő Jenő–Schwajda György: A néma revolverek városa....Szerkesztő
- Shakespeare: A windsori víg nők....Sir Hugo Evans
- Tom Jones–Harvey Schmidt: A fantasztikusok....Hucklebee
- Heltai Jenő: A néma levente....Öreg pap
- Shakespeare: Téli rege....Archimadus
- Pozsgai Zsolt: Boldog Asztrik küldetése....Mór, pécsi püspök
- Molnár Ferenc: A hattyú....Udvarmester
- Emmet Lavery: Az Úr katonái....Duquesne Pál
- Madách Imre: Az ember tragédiája....Péter apostol, Pátriarka
- Shakespeare: Szentivánéji álom....Philostrat
- Páskándi Géza: Tornyot választok....Márton atya
- Giraudoux: Chaillot bolondja....Báró
- Füst Milán: Negyedik Henrik király....Dávid, orvos
- Tamási Áron: Tündöklő Jeromos....Marci
- Sarkadi Imre: Oszlopos Simeon....Müller
- Peter Weiss: Marat/Sade....Jacques Roux
- Synge: A nyugati világ bajnoka....Jimmy Farell
- Shakespeare: Tévedések vígjátéka....Baltazár
- Szomory Dezső: Bella....Klein
- Nestroy-Heltai-Fekete Mari: Lumpáciusz Vagabundusz....Asztalos
- Mikszáth Kálmán–Szakonyi Károly: Szent Péter esernyője....Gregorics Gáspár
- Móricz Zsigmond: Nem élhetek muzsikaszó nélkül....Mircse
- Móricz: Úri muri....Malmossy
- Sardou-Moreau: Szókimondó asszonyság....Leroy
- Márai Sándor: Kassai polgárok....Zakariás
- Remenyik Zsigmond: Kard és kocka....Poschl
- Szuhovo-Kobilin: Tarelkin halála....Ibiszov
- Gábor Andor: Dollárpapa....Koltai
- Balogh–Kerényi–Rossa: Csíksomlyói passió....Annás
- Sütő András: Szuzai menyegző....Filipposz
- Shakespeare: Lear király....Edgár
- Katona József: Bánk bán....Simon bán, Miksa bán
- Wesker: A konyha....Magi
- Shakespeare: Antonius és Kleopatra....Ventidusz
- Tennessee Williams: Nyár és füst....John
- George Bernard Shaw: Warrenné mestersége....Samuel Gardner
- G. B. Shaw: Az ördög cimborája....Richard

## Filmszerepei
| - Miért rosszak a magyar filmek? (1964) - Patyolat akció (1965) - Így jöttem (1965) ... Menekülő - Harlekin és szerelmese (1967) - Egy szerelem három éjszakája (1967) - Téli sirokkó (1969) - Krebsz, az isten (1969) ... A milliomos barátnője - Az oroszlán ugrani készül (1969) ... Fiatal rendőr - Imposztorok (1969) ... Pap a tanácsban - Égi bárány (1970) - Kitörés ... Munkatárs - A Halhatatlan légiós (1971) - Utazás Jakabbal (1972) - Forró vizet a kopaszra! (1972) - Ki van a tojásban? (1973) - Lila ákác (1973) - Bekötött szemmel (1975) - Déryné, hol van? (1975) - A néma dosszié (1977) - Dóra jelenti (1978) - Higgyetek nekem! (1984) - Első kétszáz évem (1985) - A vörös grófnő (1985) - Mata Hari (1985) - Malom a pokolban (1987) - A hetedik testvér (1995) (hang) Hugó - Hoppá (1993) | - 7 kérdés a szerelemről (és 3 alkérdés) (1969) - A 0416-os szökevény (1970) - Tizennégy vértanú (1970) - Vidám elefántkór (1971) - A fekete város (1971) - Villa a Lidón (1971) - Pirx kalandjai (1973) - A lőcsei fehér asszony (1976) - A cárné összeesküvése (1977) - Sakk-matt (1977) - Viszontlátásra, drága (1978) - Megtörtént bűnügyek (1979) - Nápolyi mulatságok (1982) - Kémeri 1-5. (1985) - Nyolc évszak 1-8. (1987) - A trónörökös (1989) - Okuljatok mindannyian e példán (1989) - Holnapra a világ (1990) - Szomszédok (1990) - Angyalbőrben (1991) - Uborka (1992) hang - Öregberény 1-22. (1994) - Kis Romulusz (1994) - A körtvélyesi csíny (1995) - Kisváros (1996) - Munkaügyek (2012) |

## Szinkronszerepek
| - A farm, ahol élünk: Dr. Hiram Baker – Kevin Hagen - A nemesi ház: Jacques DeVille – John Van Dreelen - A vadmacska új élete: Leon Marino – Theo Tapia - Az ügynökség: Robert Quinn – Daniel Benzali - Férjek gyöngye: Arthur Spooner – Jerry Stiller - Flipper legújabb kalandjai: Cap Daulton – Gus Mercurio - Ki vagy, doki? (Az ellopott Föld/Az utazás vége): Davros – Julian Bleach - Ki vagy, doki? (A másik Doktor): Michael Bertenshaw – Mr. Cole - Moselbrücki történet: Herr Faber – Gernot Endemann - Nash Bridges – A trükkös hekus: Nick Bridges – James Gammon (2. hang) - Templomos lovagok kincsei: Grand Maitue – David Godenberg - Tiltott szerelem: Don Julio Valladares – Carlos Márquez - Szulejmán: Kászim pasa – Göan Çelebi - Hupikék törpikék: Törperdész – Henry Polic | - Aludj csak, én álmodom: Ox Callaghan – Peter Boyle - Amélie csodálatos élete: Raphaël Poulain – Rufus - A bukás – Hitler utolsó napjai: Helmuth Weidling – Michael Mendl - A pálya csúcsán: Vin Scully – önmaga - A Sakál árnyéka: KGB felsővezető – Vlasta Vrana - A szenvedély ritmus: Ernesto – Ismael 'East' Carlo - A végső megoldás: Szerelem: David – Alun Armstrong - A Zeppelin: Whitney kapitány – Rupert Davies (2. hang) - Az angyal: Vereshagin – Michael Byrne - Büszkeség és balítélet: Sir William Lucas – Sylvester Morand - Egértanya: Az ügyvéd – Eric Christmas - Földre szállt boszorkány: Ed McMahon – saját maga - Hófehérke és a hét törpe: A Herceg apja – Azara Rapoport - Mindenütt nő: Murphy ezredes – Ted Manson - Rajzolt gyilkosság: Papa-San – Burt Kwouk - Sabrina: Patrick Tyson – Richard Crenna - Schimanski felügyelő – Fogat fogért: Grassmann/Delattre – Charles Breuer (2. hang) |

## Díjai, elismerései
- Aase-díj (1992)
- Főnix díj (2005)